# Робинсон, Бижан
Бижан Робинсон (англ. Bijan Robinson; 30 января 2002, Тусон, Аризона) — американский футболист, раннинбек клуба НФЛ «Атланта Фэлконс». На студенческом уровне играл за команду Техасского университета. Обладатель награды Доука Уокера лучшему бегущему студенческого футбола по итогам сезона 2022 года. На драфте НФЛ 2023 года был выбран в первом раунде под общим восьмым номером.

## Биография
Бижан Робинсон родился 30 января 2002 года в Тусоне в штате Аризона. Родом из спортивной семьи. Его дед Клео выступал на студенческом уровне, а затем в течение двадцати шести лет обслуживал баскетбольные и футбольные игры NCAA в роли судьи. Двоюродный дед Пол выступал за ряд клубов НФЛ, дважды принимал участие в Пробоуле. Робинсон окончил католическую старшую школу Селпойнт, во время учёбы выступал за её футбольную команду. Карьеру в школе он завершил в статусе рекордсмена штата Аризона по количеству набранных ярдов и тачдаунов — 7036 и 114 соответственно. Первый раннинбек в истории школьного футбола в Аризоне, набиравший не менее 2000 выносных ярдов в трёх сезонах подряд. Дважды становился лауреатом награды Эда Доэрти, присуждаемой лучшему футболисту штата; признавался лучшим и по другим версиям. Принимал участие в матче всех звёзд школьного футбола. На момент выпуска входил в число лучших молодых футболистов страны, занимая 22 место в рейтинге ESPN 300.

### Любительская карьера
В 2020 году Робинсон поступил в Техасский университет в Остине. Осенью того же года он дебютировал в футбольном турнире NCAA, по ходу сезона закрепившись в стартовом составе команды. В девяти сыгранных матчах набрал выносом 703 ярда с четырьмя тачдаунами и стал первым с 2001 года новичком программы, в первый же год возглавившим команду по общему количеству набранных ярдов. Претендовал на награду лучшему новичку нападения конференции Big XII, заработал звание самого ценного игрока нападения Аламо Боула.
В сезоне 2021 года он сыграл в десяти матчах, набрав 1127 ярдов с 11 тачдаунами. По итогам турнира Робинсон вошёл в число полуфиналистов наград Максвелла, Доука Уокера и Эрла Кэмпбелла. Был включён в состав сборной звёзд конференции по результатам опросов агентства Associated Press и тренеров. В 2022 году он провёл двенадцать игр, заработав 1580 ярдов и 18 тачдаунов. Этот результат стал седьмым в истории футбольной программы университета. Претендовал на звание лучшего игрока сезона, вошёл в символическую сборную звёзд NCAA и получил награду Доука Уокера как лучший раннинбек студенческого футбола.
Суммарно Робинсон сыграл за Техас Лонгхорнс 31 матч. Набранные им 3410 ярдов стали четвёртым результатом в истории университета; 33 выносных тачдауна — третьим. Он стал четвёртым в истории команды бегущим, консенсусно включённым в команду звёзд NCAA — ранее подобного результата добились Джимми Секстон, Эрл Кэмпбелл и Рикки Уильямс.

#### Статистика выступлений в NCAA
| Сезон | Команда         | Игры | Приём | Приём | Приём | Приём | Вынос | Вынос | Вынос | Вынос |
| Сезон | Команда         | Игры | Rec   | Yds   | Y/A   | TD    | Att   | Yds   | Y/A   | TD    |
| ----- | --------------- | ---- | ----- | ----- | ----- | ----- | ----- | ----- | ----- | ----- |
| 2020  | Техас Лонгхорнс | 9    | 15    | 196   | 13,1  | 2     | 86    | 703   | 8,2   | 4     |
| 2021  | Техас Лонгхорнс | 10   | 26    | 295   | 11,3  | 4     | 195   | 1127  | 5,8   | 11    |
| 2022  | Техас Лонгхорнс | 12   | 19    | 314   | 16,5  | 2     | 258   | 1580  | 6,1   | 18    |
| Всего | Всего           | 31   | 60    | 805   | 13,4  | 8     | 539   | 3410  | 6,3   | 33    |

### Профессиональная карьера
Перед драфтом НФЛ 2023 года CBS Sports характеризовали Робинсона как универсального раннинбека, умеющего действовать на выносе, на приёме и в роли блокирующего. К его сильным сторонам относили хорошую подвижность, антропометрические данные, скорость, надёжность при ловле мяча. Среди недостатков игрока называли высокую нагрузку, полученную им в последние два года карьеры в колледже, недостаток пробивной мощи и невысокую эффективность в ситуациях, когда требуется набрать небольшое количество ярдов. Аналитик сайта Pro Football Network Иэн Каммингс также отмечал умение Робинсона быстро ориентироваться на поле. По его мнению, бегущий по уровню таланта входил в тройку лучших игроков драфта.
На драфте Робинсон был выбран «Атлантой» в первом раунде под общим восьмым номером. В мае 2023 года он подписал контракт на сумму 21,96 млн долларов, соглашение было рассчитано на четыре года с возможностью продления на сезон по инициативе клуба. В составе команды он дебютировал на первой игровой неделе регулярного чемпионата, заработав тачдаун на приёме в матче против «Каролины Пэнтерс».

#### Статистика выступлений в НФЛ

##### Регулярный чемпионат
| Сезон | Команда         | Игры | Приём | Приём | Приём | Приём | Вынос | Вынос | Вынос | Вынос |
| Сезон | Команда         | Игры | Rec   | Yds   | Y/A   | TD    | Att   | Yds   | Y/A   | TD    |
| ----- | --------------- | ---- | ----- | ----- | ----- | ----- | ----- | ----- | ----- | ----- |
| 2023  | Атланта Фэлконс | 4    | 19    | 134   | 8,6   | 1     | 53    | 318   | 6,0   | 0     |
| Всего | Всего           | 4    | 19    | 134   | 8,6   | 1     | 53    | 318   | 6,0   | 0     |

* На 2 октября 2023 года